# 드루 실리
드루 실리(Drew Seeley, 1982년 4월 28일 ~ )는 캐나다의 가수이자 배우이다.